# Albergo Intergalattico Spaziale
Albergo Intergalattico Spaziale è stato un gruppo musicale italiano di genere rock progressivo, formato nel 1976 a Roma.

## Storia
Verso la metà degli anni settanta, Mino Di Martino, appena uscito dall'esperienza musicale con I Giganti, assieme alla moglie e attrice teatrale Terra Di Benedetto, apre a Roma un locale di musica dal vivo che va ad arricchire il fermento culturale e intellettuale underground della capitale..
Se già in precedenza Mino si era dimostrato interessato alla musica cosmica tedesca, è in questo periodo che inizia a frequentare i musicisti della scena romana sperimentale e in particolare Franco Battiato, appassionandosi alle forme più minimali della sperimentazione italiana.. Il locale aperto prende il nome di Albergo Intergalattico Spaziale.
È in questo periodo e in questo contesto che Mino Di Martino e Terra Di Benedetto iniziano a sperimentare sonorità fatte di piani sonori e vocalizzi scomposti, registrando nel 1975 una serie di tracce che diverranno poi, a distanza di tre anni, il loro primo e unico album dal titolo omonimo Albergo Intergalattico Spaziale. Il disco, totalmente autoprodotto dal duo in poche centinaia di copie, vede in copertina una foto ripresa direttamente dalle manifestazioni antinucleariste e contiene composizioni con tastiere e synth accompagnate dalla voce di Terra Di Benedetto, in una ambientazione che alterna le improvvisazioni musicali alle sonorità di ispirazione krautrock, minimaliste e space rock.
Fino agli anni ottanta il duo continua a tenere concerti in giro per l'Italia e a effettuare numerosi esperimenti musicali, successivamente pubblicati in due raccolte di inediti: Angeli di solitudine (2009) e Cammino sotto il mare (Idee per canzoni) (2012). Nel 2025 Terra e Mino producono un nuovo album doppio dell'Albergo: Navicomete. Si tratta - spiega Terra di Benedetto - di "una opera di natura astrale, generata da visioni appartenenti alla dimensione del sogno, un viaggio in cui i tre tempi - presente, passato e futuro - sono visibili e spazialmente disposti in zone dell'anima o della memoria". Nell'album suonano tra gli altri Vincenzo Zitello, Walter Maioli, Arturo Stalteri e Lino Capra Vaccina.

## Formazione
- Terra Di Benedetto - voce
- Mino Di Martino - tastiere, voce

## Discografia

### Album
- 1978 - Albergo Intergalattico Spaziale
- 2009 - Angeli di solitudine - Provini inediti 1974-96
- 2011 - Cammino sotto il mare (Idee per canzoni)
- 2025 - Navicomete (Psych-Out Records)

### Raccolte
- 2004 - Alchimia del verbo